# 大原騒動
大原騒動（おおはらそうどう）は、江戸時代に飛騨国で発生した大規模な百姓一揆である。1771年（明和8年）から1788年（天明8年）までの18年間にわたり断続的に騒動が発生した。
正確には、明和騒動、安永騒動、天明騒動の三つに分けられるが、その時の飛騨郡代の名をとり、大原騒動と総称する。

## 明和騒動
- 1765年（明和2年）12月 第12代飛騨代官(後の飛騨郡代)に大原紹正が補任。
- 1767年（明和4年）8月 飛州御用木[1]元伐休山の内示があり、山方の村々に恐慌を来たす。
- 1770年（明和8年） 阿多野(現・高山市高根町)・小坂(現・下呂市小坂町)両郷の村民総代が御用木元伐継続の嘆願のため江戸に赴く。
  - 春 飛州年貢米の内、3000石を江戸納めとする内示があったが郡中は食糧欠乏を理由として拒否し、この沙汰は取りやめとなる。
  - 9月 大原紹正は、有徳の町人や百姓から御用金を借り上げ、それは村々の名主・組頭にまで及ぶ。
  - 秋 飛州北方・南方ともに、御用木元伐休山命令が出される。これは山方衆には死活問題であった[2]。また、平地に住む農民も新たな税の取り方や多大な労働奉仕に不満を募らせていた。よって、阿多野・小坂両郷の村民総代は再び、嘆願のため江戸（現・東京）へ赴く。
  - 12月 大原紹正は、現行の制度である石代金五箇所聞合は煩雑であるとの理由で永久石代定直段の願立を勧誘。さらに新役十箇条を定め、施行しようとする。また、高山町人丸屋平八が、一旦沙汰止めとなった飛州年貢米3000石江戸納めの願書を差出し、組頭福島屋五右衛門・年寄川上屋斉右衛門・屋貝屋権四郎がその奥印を押したとの風評が起きる。
  - 同月 石代定直段願立の可否と、新役十箇条に対する諾否の評議のため三郡村々の総集会を飛騨国分寺で開くが、村方三役以外の百姓も多数参加した。そのような中、総代として江戸へ赴いた大古井村伝十郎ら代表も来会し、前述の風評が事実であると報告したため、群衆の怒りは爆発することとなる。激怒した群衆たちは代官に協力した町人宅や土蔵の打ち壊しをする。
- 大原紹正は直ちに鎮圧を行い、54名を投獄し、伝十郎は死罪となった。また、労働奉仕は取りやめとなり、山方衆への救済制度（お救い米）が設けられた。[3]

## 安永騒動

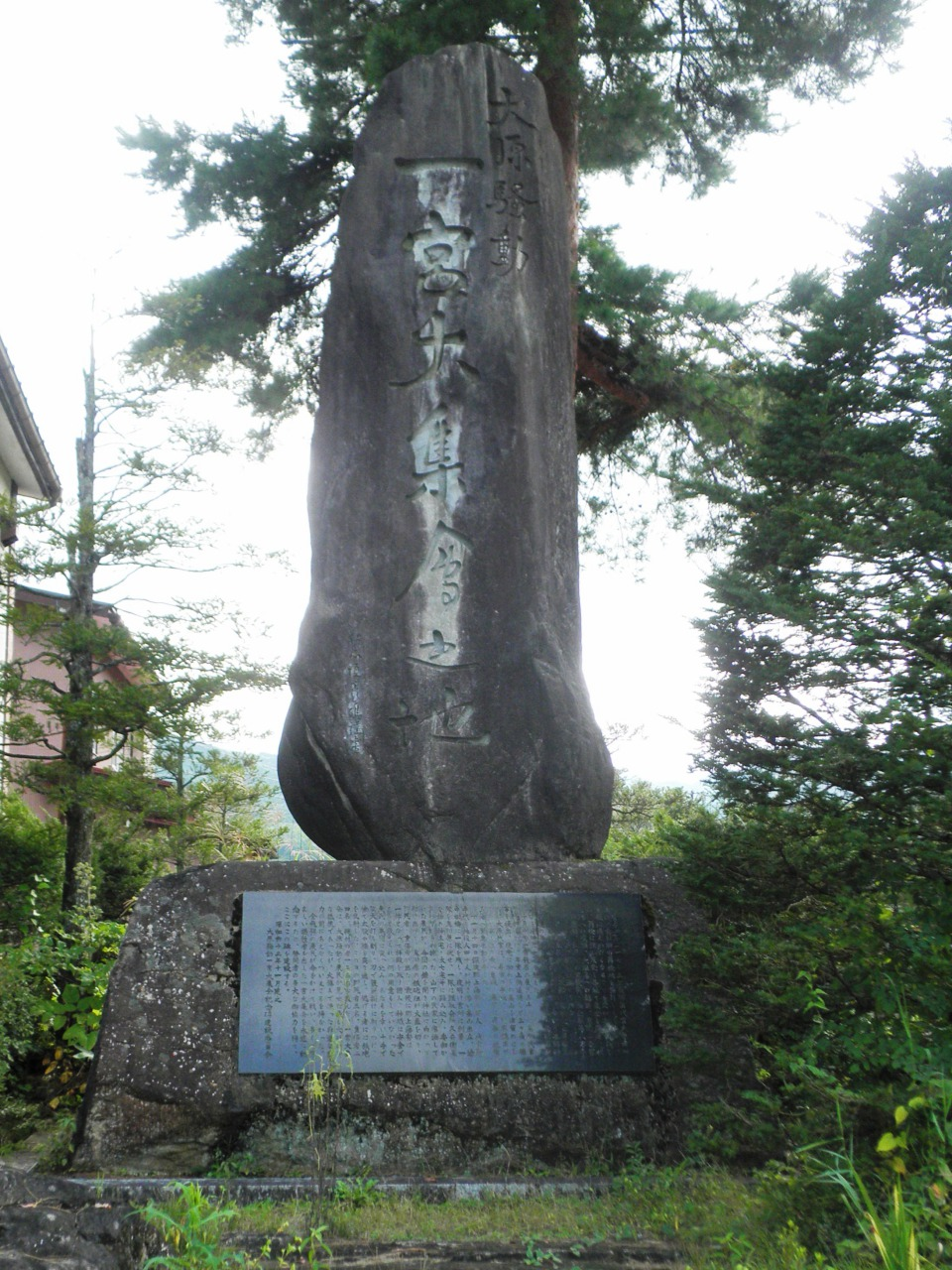
飛騨一宮水無神社前にある大原騒動一宮大集会之地碑

- 1773年（安永2年）2月、代官の大原紹正は三郡村々の名主を召出し、年貢免率二厘増し当年より十箇年定免之事と新開切添畑田成の分縄入之事を申し渡した。[4]これは、新たな検地を行うことを決めたものであり、この際、元禄に検地した古くからの田は調べず、新しく作った田だけを検地するということであったが、実際にはその約束を破り、古い田畑まですべて厳しく検地し年貢を増加させた。検地を参観した村々の百姓は、その細やかなることに驚いた。
  - 4月 これに怒った名主・百姓数百人は代官所へ参集し惣代をもって請願書を出したが拒否される形で決裂する。
  - 7月26日、そこで江戸の老中や勘定奉行などへの駕籠訴に、代表8名を送る、桜田門午前9時、老中松平武元の列に決行、嘆願書は松平武元に渡ったが、3人は牢死、5人が死罪となってしまう。決死の覚悟で駕籠訴した者たちは、江戸に行く前に「国元の百姓が力をあわせて家族、子供を村全体で面倒を見る」と代表者達は誓ったいう「駕籠訴跡々引請証文」を交わしていた。
  - 9月 大原代官は、村々の代表者を呼びつけ、「直訴した者は村の代表ではない知らぬ存ぜぬ」を強要した。これらの結果や上記の通り度々約束を翻意する代官の行為に反感を持った農民は9月～11月にかけて、上宝村本郷（現：高山市上宝町）と一宮村（現・高山市一之宮町）で集会を開く。百姓の代官に対する信は完全に失われ、百姓の直接行動は激化するに至り、一揆は白川郷（現大野郡白川村）を除く飛騨全域に広がる。大原代官と幕府は隣国五藩（苗木藩・大垣藩・郡上藩・岩村藩・富山藩）に命じ、約2,000人の出兵をもって一揆を鎮圧した。鎮圧時に農民側に49人の死者が発生、300人以上が捕らえられた。[5]
- 1774年（安永3年）12月5日、 徒党強訴1件の判決が下り、飛騨一宮水無神社神主ら4人が磔(はりつけ)。桐生河原の刑場で、本郷村善九郎[6]ら7人が獄門、さらに数名が打ち首、入獄死12人、遠島17人、追放9人、長尋5人、その他と多くの者が罰せられた。[7]
  - 同月 徒党強訴に参加せず、代官所にて忠勤として賞せられた者もあった。益田郡では、5ヶ村の名主が褒美白銀10枚宛、永代苗字免許とある。[4]
- 1777年（安永6年）5月 加増等の功績で郡代に昇進した大原紹正であったが、同年7月に妻が自害してしまう[8][9]。その翌年に眼疾により失明。更に翌年には急病により大原紹正は死去した。[10]

## 天明騒動
- 1781年（天明元年） 第13代飛騨郡代に、大原紹正の子である大原亀五郎正純（勝次郎という兄がいたが若く死去した為、継嫡となった）が補任。大原正純は、私利私欲に走り、過納金（米一俵につき30～50文を過納し、納め終わると、百姓に返す金）を返さず、また村々から618両を借り、さらに幕府が天明の大飢饉対策としての農民に対する年貢の免除分を取り上げ、自分のものとしてしまう。[11]
- 1783年（天明3年） 大原正純は飛騨三郡村々から6000両あまりもの一条金を借りる[12]。
- 1784年（天明4年）凶作の保証金として江戸幕府から農民達に払い戻された返戻金1600両を没収した。
- 1787年（天明7年）この私利私欲に対しては、農民のみならず、役人や名主たちも不信を募らせことになる。大原正純により解雇された役人や失職した名主たちは、度々江戸に代表を送り、老中松平定信らに密訴状の投入や老中宅の門への訴状の添付を繰り返す捨て訴をする。[13]
  - 12月 代官所本締田中要助は、勘定奉行の召喚を受け江戸に赴く。[14]
- 1789年（寛政元年）5月26日 飛騨に来た料所廻りの巡見使に対し訴状を出し[15]、さらに念押しとして、江戸で老中松平定信に駕籠訴を行った。
  - 6月 検見役を高山に派遣するなどして実状の調査にあたった。その際、大原正純は書類の改ざんを行うなどをしたとされている。
  - 8月20日 大原正純は勘定奉行所の召喚により江戸に赴く。お白洲での百姓代表と郡代の吟味となった。さらに郡代の部下などの関係者の取り調べを行った。
  - 同月 第14代飯塚常之丞政長が補任する。
  - 12月25日 江戸にて飛州一件につき判決が下り、大原正純は八丈島に流罪となる[16]。大原正純に加担していた役人も処罰され、本締の田中要助が打首となるなど死罪2人、流罪1人、追放8人の判決が下った。また、農民側も駕籠訴を行なった者が死罪となったが、その他はおしかりなど比較的軽い罪で済んでいる。